# アンパンマンの舞台別の登場人物一覧 (天空の住人)
アンパンマンの舞台別の登場人物一覧 (天空の住人) では、アンパンマン・シリーズのキャラクターのうち、天空の舞台に住むものについて一覧形式で解説する。

## 天空の住人
かみなりピカタン
声 - 高山みなみ
性別 - 男 / 初登場回 - TV第9話B「アンパンマンとかみなりぴかたん」
アンパンマンに憧れている小さな雷神の男の子。ドラムセットを使って雷を起こす。自分で空を飛ぶ事は出来ない。同時上映の『うたえ!夢のアンパンマン号』では、あかちゃんまんチームに入っていたにもかかわらず、TV第468話B『あかちゃんまんとかみなりぴかたん』では、あかちゃんまんの存在を知らなかった。
クマタン
声 - 柴本浩行
性別 - 男 / 初登場回 - TV第81話B「アンパンマンとおもちゃ天使」
かみなりピカタンが大切にしているテディベア。ピカタンが掃除をしている最中にうっかり地上に落としたところをおもちゃ天使に誘われて命を与えられた。ばいきんまんとの騒動の後にピカタンのもとに帰るか、おもちゃの天国に住むかの選択を迫られたが、ピカタンの事を思っておもちゃ天使からご褒美を貰った後に元のぬいぐるみへと戻った。
かみなりピカタンのママ
声 - 浅井淑子
性別 - 女 / 初登場回 - TV第9話B「アンパンマンとかみなりぴかたん」
腕白なピカタンをいつも心配している優しい母親。
ゴロゴロ大王（ゴロゴロだいおう）
声 - 戸谷公次
性別 - 男 / 初登場回 - TV第9話B「アンパンマンとかみなりぴかたん」
かみなりピカタンの父親の雷神。
雲のもくちゃん（くものもくちゃん）
声 - 冨永みーな→高田由美→金元寿子→水瀬いのり
性別 - 男 / 初登場回 - TV第42話A「アンパンマンと雲のもくちゃん」
雲の男の子。初登場時は自分で何でもできる正義の味方だと思い込んで周りに迷惑をかけていた。ばいきんまんに騙されてアンパンマンと戦おうとしたが、カモメの水兵さんが誤解を解き、両親と一緒にばいきんまんをやっつけた。その後、反省してアンパンマンのような正義の味方になる事を決めた。モクモク女王が登場してからは彼女とは主従関係になり一緒に登場する事が多くなった。
モクモク女王（モクモクじょおう）
声 - 荒木香恵→夏樹リオ→原えりこ、松井菜桜子（代役）
性別 - 女 / 初登場回 - TV第492話B「くものモクちゃんとモクモク女王」
雲の城の優しい女王。雲状の白いドレスを着ている。魔法の杖で雲を自由に操ることが出来る。雲のもくちゃんの友達。
雲のもくちゃんのお母さん（くものもくちゃんのおかあさん）
声 - 島本須美
性別 - 女 / 初登場回 - TV第42話A「アンパンマンと雲のもくちゃん」
巨大な入道雲である、雲のもくちゃんの母親。わがままなもくちゃんに手を焼いている。
雲のもくちゃんのお父さん（くものもくちゃんのおとうさん）
声 - 仲木隆司
性別 - 男 / 初登場回 - TV第42話A「アンパンマンと雲のもくちゃん」
巨大な入道雲である、雲のもくちゃんの父親。わがままなもくちゃんに手を焼いている。
コンドルの郵便屋さん（コンドルのゆうびんやさん）
声 - 山寺宏一→塩屋浩三→山崎たくみ→山寺宏一
初登場回 - TV第42話A「アンパンマンと雲のもくちゃん」
コンドルの郵便屋。空を飛びながらあっちこっちに手紙を渡している。
キューピッドちゃん
声 - TARAKO
性別 - 男 / 初登場回 - TV第70話B「アンパンマンとキューピッドちゃん」
天国から来た愛の天使の男の子。相手を好きにさせる愛の矢を持っている。誰にでも見境なく矢を放っていたが、ばいきんまん達との騒動で反省してもう一度勉強をする為に天国へと帰って行った。
夕焼けまん（ゆうやけまん）
声 - 田中亮一
性別 - 男 / 初登場回 - TV第72話A「アンパンマンと夕焼けまん」
赤い絵筆を使って静かな夜を作る為、夕焼けを描く巨大な体の画家。朝焼けまんの兄。絵筆が無くなると空を飛べなくなってしまう。ばいきんまん達に絵筆を奪われてしまったが、朝焼けまんの活躍で絵筆を取り戻し、空へ戻った後に夜にした。
朝焼けまん（あさやけまん）
声 - 堀川りょう
性別 - 男 / 初登場回 - TV第72話A「アンパンマンと夕焼けまん」
黄色い絵筆を使って、皆が気持ちよく起きられるように朝焼けを描く巨大な体の画家。夕焼けまんの弟。夜がなくなった事に異変を察知してアンパンマンと夕焼けまんを助けに来た。その後、夕焼けまんが夜にした後に空へ戻って朝焼けにした。
けむりのケムケム
声 - 一龍斎貞友
性別 - 男 / 初登場回 - TV第82話A「アンパンマンとけむりのケムケム」
煙の男の子。体の形を自由自在に変える事ができ、煙を取り込む事で巨大化できるが水が苦手。事情を知らなかったとはいえアンパンマンに水を掛けられた事とばいきんまん達に騙された事でパン工場を煙まみれにしたりアンパンマンを襲ったりしたが、ばいきんまん達との騒動の後に煙たがられて嫌われていた事を告白し、初めて優しくされた事で嬉し涙を流した。
てるてるぼうずまん
声 - 林原めぐみ→横山智佐
性別 - 男 / 初登場回 - TV第85話A「アンパンマンとてるてるぼうずまん」
てるてる坊主の男の子。名前を呼べばすぐに飛んでくる。持っている掃除機で雨雲を吸い取り、どんな大雨や雷雨や大嵐でも晴れにしてくれる。顔はへのへのもへじだが、表情は作れる。
たいふうぼうや
声 - かないみか→高田由美、高山みなみ（代役）
性別 - 男 / 初登場回 - TV第99話A「アンパンマンと台風ぼうや」
迷子になった台風の男の子。鬣を回して大雨や強風を呼び起こせるが、お腹が空くと呼び起こす力が出なくなってしまう。ばいきんまん達に負けず劣らず食欲が旺盛だが、たくさん食べてもすぐにお腹が空いてしまう。父親にたいふうおやじがいる。
TV版では製作スタッフの意向により、台風の被災者に配慮し現在まで登場させなくなった。
たいふうおやじ
声 - 茶風林→山寺宏一
性別 - 男 / 初登場回 - TV第99話A「アンパンマンと台風ぼうや」
たいふうぼうやの父親。息子と一緒に世界中を旅している。アンパンマンに登場するキャラクターの中でもかなり巨大である。
けむりいぬ
声 - 渕崎ゆり子、佐藤智恵（代役）
性別 - 男 / 初登場回 - TV第113話B「アンパンマンとヘンテコけむりいぬ」
煙玉から生まれた、煙で出来ている子犬。かつては「ムクちゃん」という別名があったが現在では使われていない。色々な姿に変身する事が出来る。体が煙で出来ているので風が苦手。朝に煙玉から現れ、夕方になると煙になって消えてしまうので、出てくるとすぐ誰かと遊ぼうとする。
モグちゃん
声 - 本多知恵子
性別 - 男 / 初登場回 - TV第188話B「アンパンマンと空とぶながれぐも号」
けむりいぬ・ムクちゃんの友達の雲の男の子。ながれぐも号で空を綺麗に掃除するのが仕事。空を飛べる他、口から雲を吹き出す事もでき、これでアンパンマンの顔を雨や雹から守った。体が雲でできている為、雲を吹くと小さくなってしまうが時間が経てば元に戻る。
つばさくん
声 - 山田栄子→岡村明美
性別 - 男 / 初登場回 - TV第166話A「アンパンマンとおんぼろヒコーキ」
複葉機の男の子。山吹色の機体。鼻のプロペラを回す事で空を飛べる。昔の頃、嵐に巻き込まれ、長い間ずっと砂丘の砂の中に埋もれて眠っていた。元はおんぼろ飛行機で、まともに飛ぶ事もできない状態だったが、ジャムおじさん達に修理して貰い元通りになった。もともと名前がなかったが、ジャムおじさんに「つばさくん」と名付けられた。大きな滝の側を飛ぶのが好き。
ヘリコプタン
声 - 大谷育江→三瓶由布子→大谷育江
性別 - 男 / 初登場回 - TV第480話A「アンパンマンとヘリコプタン」
黄色い球形のヘリコプターに手足が生えたような姿をした男の子。小柄だが力は強い。両腕は非常によく伸びる。飛行で荷物を宅配するのが仕事。働き者だがそそっかしい所もある。初登場時はばいきんまん達が原因で高所恐怖症になってしまうが、アンパンマン達が再びばいきんまん達に襲われて橋から落下した彼らを助けた事で克服した。
空飛ぶベッドくん（そらとぶベッドくん）
声 - 優希比呂→三瓶由布子、村川梨衣（代役）、北村允志（OVA・元気100倍! みんなの1にち）
性別 - 男 / 初登場回 - TV第199話B「アンパンマンと空とぶベッドくん」
ベッドの男の子。夢の中で彼を見た子供は、満月の夜に現実で会う事ができ、夜空の散歩に連れて行って貰える。
スピカ
声 - こおろぎさとみ→伊瀬茉莉也→高橋美佳子→伊瀬茉莉也
性別 - 不明 / 初登場回 - TV第600話「メロンパンナとオーロラの子馬」
オーロラと共に夜空を旅しているユニコーンの子。メロンパンナが名前をつけた。勇気が出ると額の星型のマークから角が生える。

## おもちゃの天国の住人
おもちゃ天使（おもちゃてんし）
声 - 西原久美子→茅野愛衣
性別 - 女 / 初登場回 - TV第81話B「アンパンマンとおもちゃ天使」
おもちゃの天国のおもちゃ城に住んでいる天使。壊れてしまったおもちゃを魔法の杖で直す仕事をやっている。捨てられてしまったおもちゃは、命を与える事でおもちゃの天国に住まわせたりしている。
おもちゃの天国のおばあちゃん（おもちゃのてんごくのおばあちゃん）
声 - 好村俊子
性別 - 女 / 初登場回 - TV第81話B「アンパンマンとおもちゃ天使」
人形の小母。アンパンマンの汚れた顔を綺麗にしてあげた。
おもちゃの天国の兵隊（おもちゃのてんこぐのへいたい）
声 - 山寺宏一、高山みなみ
性別 - 男 / 初登場回 - TV第81話B「アンパンマンとおもちゃ天使」

マリアンヌ
声 - 佐久間レイ
性別 - 女 / 初登場回 - TV第81話B「アンパンマンとおもちゃ天使」
ダンスの大好きなフランス人形の女の子。古くなって捨てられていたが、おもちゃ天使に誘われておもちゃの天国に来た。
ロボット
声 - 茶風林
性別 - 男 / 初登場回 - TV第81話B「アンパンマンとおもちゃ天使」
玩具のロボット。壊れて捨てられていたが、おもちゃ天使に誘われておもちゃの天国に来た。
おもちゃ城の木馬（おもちゃじょうのもくば）
性別 - 不明 / 初登場回 - TV第664話「ホラーマンとおもちゃてんし」
おもちゃの天国に来た人を案内してくれる木馬。

## 巨人の国の住人
巨人（きょじん）
声 - 岸野幸正
性別 - 男 / 初登場回 - TV第373話B「アンパンマンと巨人のくに」
巨大な体の小父。花の香りが大好き。
インコ
声 - 山寺宏一
性別 - 不明 / 初登場回 - TV第373話B「アンパンマンと巨人のくに」
巨人に飼われている巨大な鳥。黄緑色の体と黄色い足。人の言葉を話す。

## サカサマ島・ミルク島の住人
- みるくぼうやについてはアンパンマンの登場人物一覧#頼りになる味方を参照

さかさまん
Aの声 - 三ツ矢雄二（映画・キラキラ星の涙）→堀内賢雄→チョー（TV版）、Bの声 - 山寺宏一、Cの声 - 柳沢三千代
性別 - 不明 / 初登場回 - 映画第1作目「キラキラ星の涙」、TV第39話B「アンパンマンとゆうきのはな」（TVデビュー）
何でも言いたいことと逆さまなことを言う蜘蛛（内容だけでなく音節も逆になる。例えば「こっち」は「ちっこ」、「そう」は「うそ」など）。サングラスをかけていて口癖は「さっかさ～」。お尻からの糸で上からぶら下がり、逆さまになって生活をしている。仲間がたくさんいる。死神山の案内人でもあり、森に住んでいる個体もいる。映画『キラキラ星の涙』では普通に話し、光る石を取りにきたばいきんまんとアンパンマンを糸で捕まえた。火が苦手らしく、ひのたまこぞうが降りてきたときはあわてて逃げだした。森に住んでいるさかさまんは自身が逆さまになると言動が逆さまじゃなくなるという性質である。映画や初期頃は多数登場したが、現在は一匹程度しか登場しない。また悪役ではないが、ばいきんまんと協力して悪さをしたり、「バイキンサーカス」に参加したりしていた。
サカサマ島のネズミ（サカサマじまのネズミ）
声 - 三ツ矢雄二
性別 - 男 / 初登場回 - TV第51話A「アンパンマンとサカサマ島」
サカサマ島に住むネズミ。ネズミ嫌いのドキンちゃんに怖がられた。本来は力がなく弱かったが、サカサマ島に住んでからはばいきんまんを投げ飛ばすほど強くなった。ばいきんまんはこれを利用してアンパンマンを倒そうとする。

## シャボン玉城の住人
シャボンダマン
声 - 一龍斎貞友→潘恵子→小林由美子→越川詩織、中村ひろみ（映画・人魚姫のなみだ）、野田順子（OVA・元気100倍! みんなの1にち）
性別 - 男 / 初登場回 - TV第59話B「アンパンマンとシャボンダマン」
顔が石鹸の男の子。世界中を綺麗にする事が仕事。体が削れて行くにしたがって小さくなり、最後は泡になって空に消えてしまう（ただし、次に登場した時には復活している）。初登場時はばいきんまんが原因で一時的に記憶喪失になった事がある。顔をこすって泡立てるとパラシュート代わりになる。現在はシャボン玉城でしゃぼんだま姫の手伝いをしている。
しゃぼんだま姫（しゃぼんだまひめ）
声 - 山崎和佳奈→潘恵子(映画第19作目・シャボン玉のプルン)→井上喜久子→岡本麻弥
性別 - 女 / 初登場回 - TV第611話B「メロンパンナとしゃぼんだま姫」
シャボン玉城のお姫様。みんなに楽しんでもらう為、シャボン玉を飛ばしている。彼女のシャボン玉に包まれると空に浮かぶ事ができる。
劇場版では背が少し高く描かれ、シャボン玉ガールズと共にシャボン玉を飛ばしている。

## 空飛ぶパイの城の住人
ホワイトクリーム姫（ホワイトクリームひめ）
声 - 渕崎ゆり子
性別 - 女 / 初登場回 - TV第274話B「アンパンマンと空飛ぶパイの国」
空飛ぶパイの城のお姫様。頭がホワイトクリームで、白いドレスを着ている。皆をパイのパーティーに招待してくれる。
アプリコットのコック、いちごのコック、かぼちゃのコック、メロンのコック、りんごのコック
性別 - 男 / 初登場回 - TV第274話B「アンパンマンと空飛ぶパイの国」
空飛ぶパイの城のコック。パイのパーティーでそれぞれのフルーツ、野菜で自慢のパイを作ってくれる。